# Flistads socken, Östergötland
Flistads socken i Östergötland ingick i Gullbergs härad (före 1887 även del i Bobergs härad), ingår sedan 1971 i Linköpings kommun och motsvarar från 2016 Flistads distrikt.
Socknens areal är 17,66 kvadratkilometer, varav 17,01 land. År 2000 fanns här 401 invånare. Kyrkbyn Flistad med sockenkyrkan Flistads kyrka ligger i socknen. 

## Administrativ historik
Flistads socken har medeltida ursprung.
Före 1887 låg en del av socknens område i Bobergs härad, för att då överföras till Gullbergs härad. Bobergs häradsdel: Hedby, Kulla, Kullersbro, Lilla och Stora Segorp, Lilla och Stora Walla.
Vid kommunreformen 1862 övergick socknens ansvar för de kyrkliga frågorna till Flistads församling och för de borgerliga frågorna till Flistads landskommun. Landskommunen inkorporerades 1952 i Vreta klosters landskommun och ingår sedan 1971 i Linköpings kommun. Församlingen uppgick 2006 i Vreta klosters församling.
1 januari 2016 inrättades distriktet Flistad, med samma omfattning som församlingen hade 1999/2000.  
Socknen har tillhört samma fögderier och domsagor som socknens härader.   De indelta soldaterna tillhörde  Första livgrenadjärregementet, Vreta Klosters kompani och Andra livgrenadjärregementet, Vestanstångs kompani.

## Geografi
Flistads socken ligger nordväst om Linköping, väster om Roxen och norr om Svartån. Socknen är en uppodlad slättbygd med några skogbevuxna kullar.

## Fornlämningar

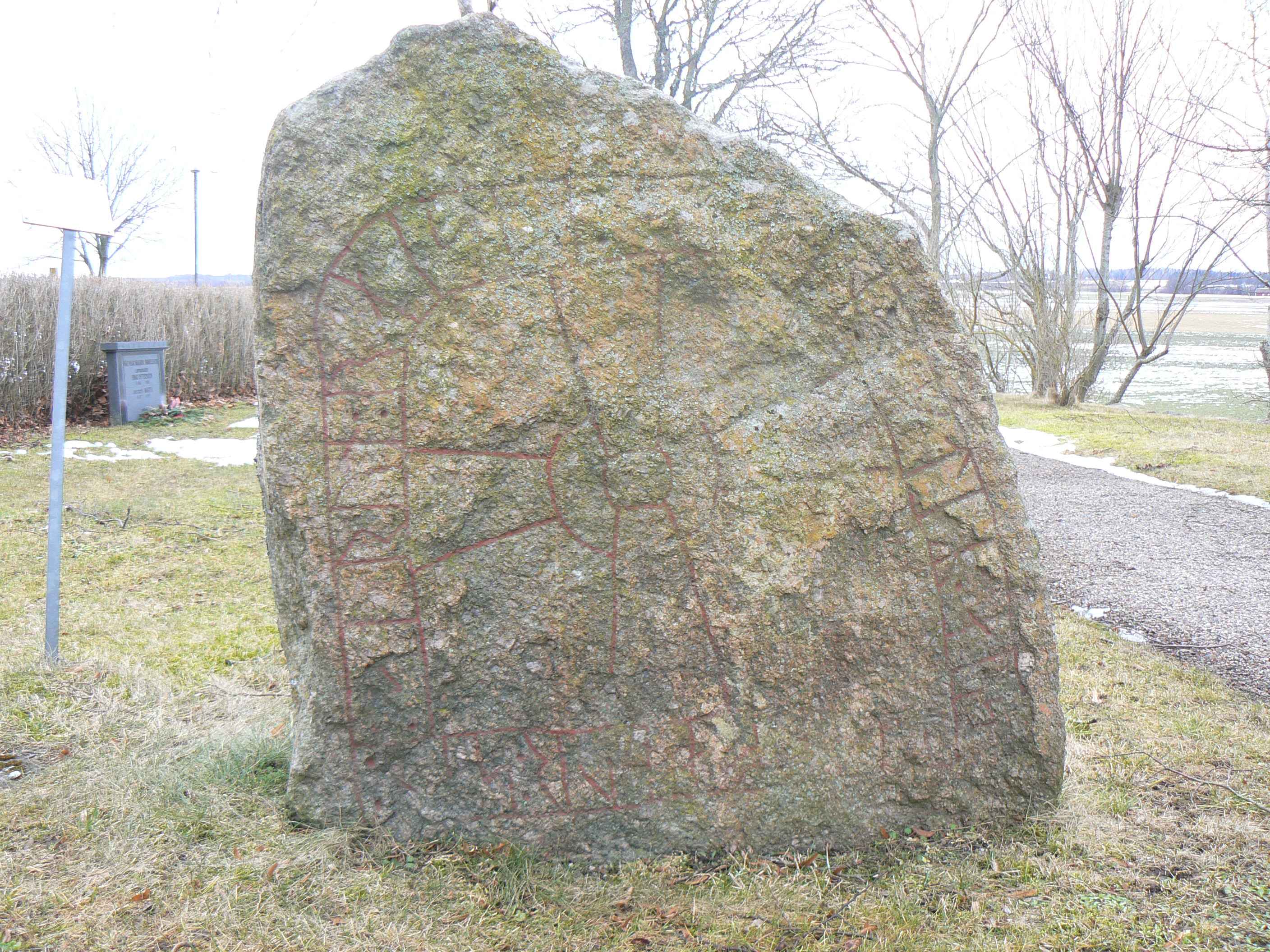
Östergötlands runinskrifter 61

Kända från socknen är fem gravfält, stensättningar och  stensträngar från järnåldern. En runristning är känd vid kyrkan.

## Namnet
Namnet (1344 Flydstadhum) kommer från kyrkbyn. Förleden kan möjligen innehålla fleda samhörigt med flidh, 'slät mark'. Efterleden är sta(d), 'ställe'.

### Fotnoter
1. 1 2  Svensk Uppslagsbok andra upplagan 1947–1955: Flistad socken
2. 1 2  Harlén, Hans; Harlén Eivy (2003). Sverige från A till Ö: geografisk-historisk uppslagsbok. Stockholm: Kommentus. Libris 9337075. ISBN 91-7345-139-8
3. ↑  ”Församlingar”. Statistiska centralbyrån. https://www.scb.se/hitta-statistik/regional-statistik-och-kartor/regionala-indelningar/forsamlingar/. Läst 30 december 2022.
4. ↑  Administrativ historik för Flistad socken (Klicka på församlingsposten). Källa: Nationella arkivdatabasen, Riksarkivet.
5. 1 2  Sjögren, Otto (1931). Sverige geografisk beskrivning del 2 Östergötlands, Jönköpings, Kronobergs, Kalmar och Gotlands län. Stockholm: Wahlström & Widstrand. Libris 9939
6. 1 2  Nationalencyklopedin
7. ↑  Fornlämningar, Statens historiska museum: Flistads socken, Östergötland
8. ↑  Fornminnesregistret, Riksantikvarieämbetet: Flistads socken, Östergötland Fornminnen i socknen erhålls på kartan genom att skriva in sockennamn (utan "socken") i "Ange geografiskt område"
9. ↑  Mats Wahlberg, red (2003). Svenskt ortnamnslexikon. Uppsala: Institutet för språk och folkminnen. Libris 8998039. ISBN 91-7229-020-X. https://isof.diva-portal.org/smash/get/diva2:1175717/FULLTEXT02.pdf